# Campionato Amapaense 2024
Il Campionato Amapaense 2024 è stata la 79ª edizione della massima serie del campionato amapaense. La stagione è iniziata il 14 febbraio 2024 e si è conclusa il 24 luglio successivo.

## Stagione

### Novità
Non essendovi stata alcuna retrocessione, ci sono le stesse otto partecipanti della passata stagione

### Formato
Le otto squadre si affrontano dapprima in una prima fase, consistente in un girone da otto squadre. Le prime quattro classificate di tale girone, accederanno alla seconda fase che decreterà la vincitrice del campionato. Le ultime due classificate, retrocedono in Segunda Divisão.
La formazione vincitrice, potrà partecipare alla Série D 2025, alla Coppa del Brasile 2025 e alla Copa Verde 2025. Nel caso la prima classificata sia già qualificate alla Série D, l'accesso alla quarta serie andrà a scalare.

## Risultati

### Prima fase
|  | Pos. | Squadra         | Pt | G | V | N | P | GF | GS | DR  |
|  | ---- | --------------- | -- | - | - | - | - | -- | -- | --- |
|  | 1.   | Independente-AP | 17 | 7 | 5 | 2 | 0 | 14 | 5  | +9  |
|  | 2.   | Trem            | 15 | 7 | 5 | 0 | 2 | 12 | 4  | +8  |
|  | 3.   | Santos-AP       | 12 | 7 | 3 | 3 | 1 | 9  | 6  | +3  |
|  | 4.   | Oratório        | 10 | 7 | 3 | 1 | 3 | 8  | 8  | 0   |
|  | 5.   | Ypiranga-AP     | 10 | 7 | 3 | 1 | 3 | 6  | 6  | 0   |
|  | 6.   | Santana         | 8  | 7 | 2 | 2 | 3 | 12 | 14 | -2  |
|  | 7.   | Macapá          | 6  | 7 | 2 | 0 | 5 | 9  | 13 | -4  |
|  | 8.   | San Paolo-AP    | 1  | 7 | 0 | 1 | 6 | 6  | 20 | -14 |

Legenda:
      Ammessa alla seconda fase.
      Retrocessa in Segunda Divisão 2025
Note:
Tre punti a vittoria, uno a pareggio, zero a sconfitta.

### Seconda fase
|  | Semifinale | Semifinale      | Semifinale | Semifinale | Semifinale |  |  | Finale | Finale   | Finale | Finale | Finale |  |
|  |            |                 |            |            |            |  |  |        |          |        |        |        |  |
|  | 4          | Oratório        | 0          | 3          | 3          |  |  |        |          |        |        |        |  |
|  | 1          | Independente-AP | 0          | 2          | 2          |  |  | 4      | Oratório | 0      | 1      | 1      |  |
|  | 3          | Santos-AP       | 1          | 0          | 1          |  |  | 2      | Trem     | 1      | 2      | 3      |  |
|  | 2          | Trem            | 2          | 3          | 5          |  |  |        |          |        |        |        |  |